# Boyden
Boyden és una població dels Estats Units a l'estat d'Iowa. Segons el cens del 2000 tenia 672 habitants.

## Demografia
Segons el cens del 2000, Boyden tenia 672 habitants, 275 habitatges, i 207 famílies. La densitat de població era de 741,3 habitants per km².
Dels 275 habitatges en un 33,8% hi vivien nens de menys de 18 anys, en un 66,2% hi vivien parelles casades, en un 6,5% dones solteres, i en un 24,7% no eren unitats familiars. En el 23,3% dels habitatges hi vivien persones soles el 13,8% de les quals corresponia a persones de 65 anys o més que vivien soles. El nombre mitjà de persones vivint en cada habitatge era de 2,44 i el nombre mitjà de persones que vivien en cada família era de 2,88.
Per edats la població es repartia de la següent manera: un 25,4% tenia menys de 18 anys, un 8,6% entre 18 i 24, un 26,3% entre 25 i 44, un 19% de 45 a 60 i un 20,5% 65 anys o més.
L'edat mediana era de 38 anys. Per cada 100 dones de 18 o més anys hi havia 98,8 homes.
La renda mediana per habitatge era de 39.688 $ i la renda mediana per família de 43.971 $. Els homes tenien una renda mediana de 31.000 $ mentre que les dones 18.958 $. La renda per capita de la població era de 17.323 $. Entorn del 3,4% de les famílies i el 5,3% de la població estaven per davall del llindar de pobresa.

## Poblacions més properes
El següent diagrama mostra les poblacions més properes.